# ナンダーMAX (お笑い)
ナンダーMAX（ナンダーマックス）とは、NHK教育の番組「天才てれびくんMAX」の2007年度 - 2008年度の物語の舞台「ナンダーMAX」を名前の由来とする、笠原拓巳と千葉一磨によるお笑いコンビ。

## メンバー
- 笠原拓巳（かさはら たくみ、1995年7月25日 - ）ツッコミ担当。
  - 放映新社所属
  - 身長：164cm
  - 血液型：B型
  - 東京都出身
- 千葉一磨（ちば かずま、1996年2月12日 - ）ボケ担当。
  - ニチエンプロダクション所属
  - 身長：166cm
  - 血液型：O型
  - 神奈川県出身

## 概要・経歴
- NHK教育で放送されている天才てれびくんMAXのコーナー「熱血!!漫才部」から生まれたコンビ。コンビ名は同番組の2007・2008年度の舞台設定と同じものである。
- 当初のコンビ名は、メンバーの笠原拓巳と千葉一磨の名前からとり「カズタク戦士」となっていたが、初舞台前にこれじゃだめと考えた2人は「ナンダーMAX」に改名をした。
- 当初は笠原拓巳がボケ担当、千葉一摩がツッコミ担当だったが、師匠の徳田神也に「1回（ツッコミとボケを）逆にしてみようか。」と言われやってみたらよかったので、笠原がツッコミ担当に、千葉がボケ担当となった。
- M-1グランプリ2008で一回戦を突破した。
- 前年のM-1では小学生兄弟コンビ「まえだまえだ」が出場するなど、未成年のお笑いコンビが注目されている。
- まえだまえだにアドバイスをもらい、中学生の日常を基にしたネタを作り上げた。
- 2人は2009年度もてれび戦士だったが、この年のM-1グランプリは不参加。
  - ただし、夏のイベントや木曜生放送などでネタをしばしば披露したほか、MTK「さぁーいこー」を歌う。
- 笠原拓巳が「ナンダーMAX拓巳」の名義でR-1ぐらんぷり2010にエントリーするも、一回戦で敗退。
- 2015年9月8日に、M-1グランプリ2015に7年ぶりに再結成して参加する予定であることが笠原拓巳のTwitterで公表された[1]。
- 2015年9月26日に、M-1グランプリ2015で一回戦を突破した。

## 出演
ここではコンビでの出演を記載。各々の出演は笠原拓巳、千葉一磨のページを参照。
- M-1グランプリ2008 - 二回戦敗退
- M-1グランプリ2015 - 二回戦敗退
- 天才てれびくん（2023年11月21日） - 現役てれび戦士とともにMTK『さぁーいこー』、『夢のチカラ』を歌唱